# Illiberis aomoriensis
Illiberis aomoriensis es una especie de mariposa de la familia Zygaenidae.
Fue descrita científicamente por Matsumura en 1927.